# Kielichowate
Kielichowate (Entoprocta) – typ zwierząt pierwoustych. 
Żyją w morzach, nieliczne w wodach słodkich. Formy dorosłe są osiadłe, przyczepione do podłoża stałego, roślin lub zwierząt wodnych. Mają ciało podzielone na kielich i stylik, nie przekraczają 5 mm długości. Większość gatunków tworzy kolonie, w których pojedyncze osobniki są zooidami. Występuje u nich rozmnażanie płciowe jak i bezpłciowe przez pączkowanie. Wolnopływające larwy przypominają trochofory pierścienic. Opisano dotychczas około 180 gatunków kielichowatych, podzielonych na 4 rodziny. Ich pokrewieństwo z innymi typami nie jest do końca ustalone. Pewny zapis kopalny zaczyna się w jurze późnej, natomiast budzący kontrowersje Cotyledion znany jest z kambru.

## Budowa

### Forma dorosła

#### Morfologia

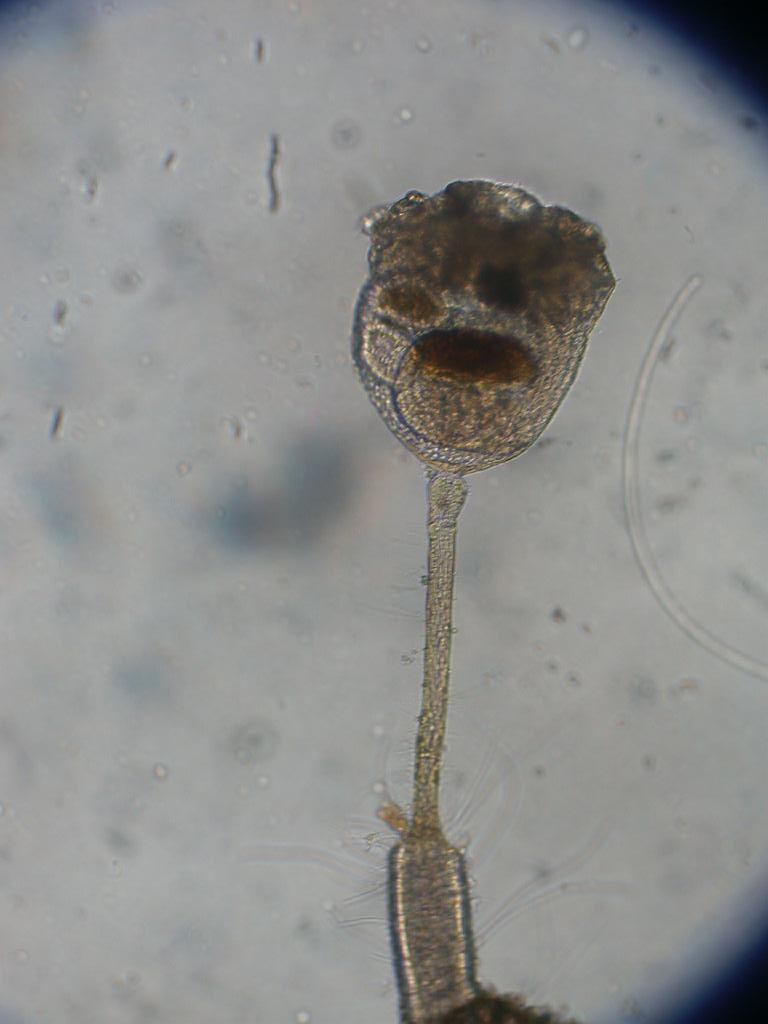
Zooid Barentsa discreta

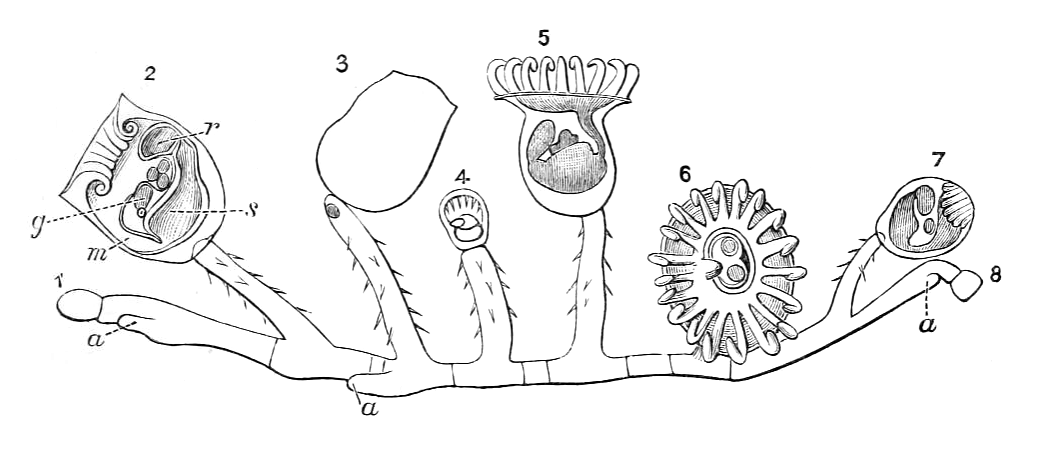
Rycina kolonii Pedicellina cernua

Formy dorosłe przystosowane są do osiadłego trybu życia. Pojedynczy osobnik u form kolonijnych zwany jest zooidem. Osiągają od 0,1 do 5 mm długości ciała. Zwykle są przezroczyste, pozbawione pigmentacji. Ciało dzieli się na kielich (kaliks), w którym znajdują się wszystkie narządy wewnętrzne oraz stylik (trzonek), służący do przyczepiania organizmu do podłoża.
Górna, wklęśnięta część kielicha jest brzuszną stroną ciała, a część wypukła, z której wyrasta stylik, stanowi jego stronę grzbietową. Brzeg kielicha powypuklany jest w czułki (ramiona, tentakule), których może być od 6 do 30, przy czym w okółku czułków występuje przerwa przyoralna i przyanalna, w związku z czym zachowana zostaje dwuboczna symetria ciała. Wszystkie czułki mogą być jednakowej długości lub wyróżnialne mogą być dłuższe czułki przyoralne. Niekiedy czułki spięte są błoną okrężną. Część kielicha otoczona czułkami to przedsionek (atrium). W pozycji spoczynkowej czułki zakrzywione są do wewnątrz kielicha i mogą być wykorzystywane do zamykania światła przedsionka. Od nasad czułków ku otworowi gębowemu biegnie orzęsiona rynienka nakierowująca pokarm. Otwór gębowy (oralny) ma kształt półksiężycowaty i leży z przodu przedsionka. Za otworem gębowym leży otwór układu wydalniczego – nefrydiopor – a jeszcze dalej ku tyłowi wspólny otwór płciowy (gonopor). Otwór odbytowy (analny) leży w tyle przedsionka. U samic i obojnaków gonopor leży na dnie wgłębienia przedsionka – komory lęgowej. Oskórek kielicha jest miękki, rzadziej zesklerotyzowany jest w tarczę dorsalną, uzbrojoną w płytki lub kolce. U form kolonijnych u podstawy kielicha wyróżnia się strefę wzrostu zwaną szyjką.
Stylik u Pedicellinidae oddzielony jest od kielicha kompletną, a u Barentsiidae niekompletną przegrodą łącznotkankową (septą). U pozostałych rodzin takiej przegrody brak zupełnie. Wewnątrz stylika leży pochewka mięśniowa umożliwiająca przechylanie ciała. Podstawa stylika zaopatrzona jest w służący przytwierdzaniu do podłoża dysk czepny z gruczołami pedalnymi.

#### Budowa wewnętrzna
Ciało pokrywa naskórek, który na zewnętrznych powierzchniach kielicha i trzonka wytwarza oskórek, a w przedsionku jest orzęsiony. Układ mięśniowy obejmuje m.in. mięśnie podłużne czułków, mięśnie okrężne u ich podstawy oraz mięśnie podłużne pochewki trzonka.
Jama ciała ma postać pseudocelu, który wypełnia wnętrze czułków, stylika i przestrzeń między ścianą ciała a układem pokarmowym. Zawiera galaretowatą mezenchymę. Występują w niej także odpowiedniki amebocytów. U większości form kolonijnych pseudocele kielicha i trzonka rozdzielone są obecnym w szyjce aparatem gwiaździstym, który dzięki rytmicznym skurczom wspomaga transport substancji odżywczych.
Układ nerwowy jest uproszczony. Jedynym elementem części ośrodkowej jest zwój podprzełykowy. Wychodzą z niego trzy pary nerwów czułkowych i jedna para nerwów bocznych wiodąca przez kielich do trzonka.
Układ pokarmowy jest U-kształtnie wygięty, pozbawiony mięśni. Lejkowata jama gębowa przechodzi w rurkowaty przełyk, a ten w workowaty żołądek o silnie orzęsionym dnie. Z niego wychodzi jelito zakończone rektum otwartym odbytem na wzgórku analnym.
Kielichowate nie mają układu krwionośnego ani układu oddechowego. Wymiana gazowa odbywa się u nich powierzchnią ciała. Funkcje zmysłowe pełnią jednokomórkowe mechanoreceptory, a u części gatunków także papille zmysłowe zdolne do mechano- i chemorecepcji.
Układ wydalniczy reprezentuje protonefrydium z parą komórek płomykowych między przełykiem a zwojem podprzełykowym. Ich kanaliki łączą się we wspólny kanał uchodzący nefrydioporem. Osmoregulacji u form kolonijnych służyć mogą ponadto organy porowate na stylikach.
Gruczoły płciowe są parzyste. Większość gatunków to hermafrodyty, przy czym spotyka się zarówno obojnactwo równoczesne jak i protandrię. U gatunków tych nasieniowód łączy się z jajowodem we wspólny gonodukt. Część gatunków opisywana jest jako rozdzielnopłciowe, jednak mają one możliwość zmiany swojej płci pod wpływem warunków zewnętrznych.

### Larwa

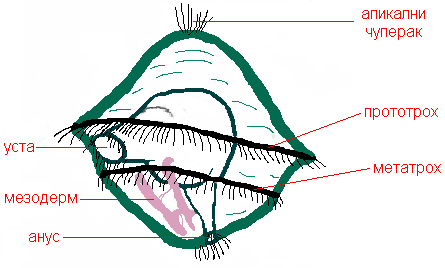
Budowa larwy trochoforopodobnej kielichowatych

Larwa przypomina budową trochoforę pierścienic. Górna część jej ciała zwana episferą ma na szczycie aparat apikalny z pękiem witek, służący za narząd zmysłowy. Spodnia część ciała to spłaszczona lub sklepiona hyposfera, która może zaopatrzona być w orzęsiony wyrostek ryjąco-czepny. Równikowym brzegiem ciała biegnie pas rzęsek. Przed otworem gębowym występuje prototroch, a za nim znajduje się metatroch. Charakterystyczny dla larwy kielichowatych jest organ preoralny, będący narządem zmysłowo-nerwowym. Przewód pokarmowy jest U-kształtny. Układ wydalniczy ma parę protonefrydiów. Występować może też para kubkowatych oczu prostych.

## Biologia i fizjologia

### Ruch
Formy dorosłe są osiadłe, ale niektóre gatunki potrafią się przemieszczać, wykorzystując do tego dłuższe czułki przyoralne  – zaczepiają się nimi o podłoże, po czym przemieszczają dysk czepny wyginając ciało. Zooidy w koloniach mogą wykonywać ruchy wahadłowe lub rotacyjne. Larwy pływają dzięki ruchom rzęsek.

### Rozród i rozwój
U kielichowatych występuje zarówno rozmnażanie płciowe jak i bezpłciowe. Zapłodnienie następuje przez obce gamety, rzadko zdarza się samozapłodnienie. Plemniki uwalniane są do wody, skąd dostają się do jajowodów. W jajniku, rzadziej w jajowodzie dochodzi do zapłodnienia. Jaja są bogatożółtkowe i ich rozwój zachodzi w komorze lęgowej. Bruzdkowanie jest całkowite, nierównomierne, określane jako spiralne lub zbliżone do spiralnego. Gastrulacja następuje przez wpuklenie (gastrulacja emboliczna). Kształtująca się larwa połączona jest z organizmem macierzystym stylikiem embrionalnym, od którego później się odrywa. Stadium wolnopływającej larwy trochoforopodobnej trwa dość krótko. Po przyczepieniu do podłoża larwa przechodzi głębokie przeobrażenie w osiadłą formę dorosłą. Obejmuje ona m.in. zanik aparatu apikalnego i organu preoralnego oraz rotację narządów wewnętrznych o 180°. Przeobrażenia nie przechodzą larwy pączkujące.
Rozród bezpłciowy odbywa się przez pączkowanie. U gatunków samotniczych pączkowanie zachodzi w gębowej części kielicha. U gatunków kolonijnych pączkowanie zachodzi na styliku lub przy jego podstawie. Pączki form kolonijnych mogą się odrywać lub pozostawać przytwierdzone do stylika tworząc kolonie drzewkowate. Odrębnym typem pączków są pączki lęgowe, dające początek całym koloniom. U nielicznych gatunków pączkowanie może zachodzić także u larw, ale wówczas ma ono charakter wewnętrzny i uwolnienie pączków następuje przez rozerwanie ciała organizmu macierzystego. Jedna larwa produkuje jeden lub dwa pączki. Niekiedy wewnątrz larw powstawać mogą formy płciowe.

### Autotomia
Kielichowate mają zdolność autotomii kielicha i jego regeneracji wraz ze wszystkimi narządami wewnętrznymi. Do odrzucenia kielicha dochodzi po podrażnieniu, zakończeniu rozrodu płciowego, a w przypadku gatunków słodkowodnych także przed zimowaniem. Styliki na czas zimowania przechodzą w stan anabiozy.

## Ekologia i występowanie
Kielichowate zamieszkują morza całego świata, głównie wody przybrzeżne, ale niektóre sięgają głębokości 500 m p.p.m. Ponadto dwa gatunki, Loxosomatoides sirindhornae i Urnatella gracilis, żyją w wodach słodkich, przy czym ten drugi spotykany jest na wszystkich kontynentach oprócz Antarktydy.
Larwy wchodzą w skład zooplanktonu. Formy dorosłe są osiadłe. Przyczepiają się do skał, konstrukcji podwodnych, glonów oraz muszli i ciał rozmaitych zwierząt (epizoiki), np. gąbek, ślimaków, stułbiopławów czy osiadłych wieloszczetów, a w przypadku słodkowodnego Urnatella gracilis larw wielkoskrzydłych. Loxosomella nordgaardi przyczepia się do kolonii mszywiołów, przypuszczalnie wchodząc z nimi w symbiotyczną relację – zwierzęta współpracując wzmacniają prąd niosący składniki odżywcze, a jednocześnie nie konkurują o ten sam pokarm z uwagi na odmienną budowę czułków.
Kielichowate z uwagi na nieliczne występowanie nie odgrywają znaczącej roli w łańcuchach pokarmowych. Żerują na szczątkach organicznych, pierwotniakach i okrzemkach. Same padają ofiarami wirków oraz ślimaków nagoskrzelnych. Chętnie zjadają je przedstawiciele rodzaju Trapania.

## Taksonomia i ewolucja
Pozycja systematyczna kielichowatych w obrębie Spiralia jest niejasna. Początkowo opisywano je jako polipy lub wrotki. W XVIII wieku i pierwszej połowie wieku XIX zwierzęta te zaliczano do mszywiołów. W 1870 roku Heinrich Nitsche nadał im nazwę Entoprocta, odróżniając je od pozostałych mszywiołów, określanych jako Ectoprocta. W 1888 roku Berthold Hatschek wyniósł Entoprocta do rangi osobnego typu. Badania molekularne pozwoliły zaliczyć kielichowate do lofotrochorowców, jednak nie udało się jednoznacznie ustalić ich najbliższych krewnych. Różne analizy molekularne z XXI wieku jako grupę siostrzaną kielichowatych wskazują mszywioły, lejkogębce, Eutrochozoa, a nawet mięczaki i kryzelnice.
Do kielichowatych zalicza się około 180 opisanych gatunków, zgrupowanych w 4 rodzinach: 
- Barentsiidae Emschermann, 1972 (syn. Urnatellidae Annandale, 1915)
- Pedicellinidae Johnston, 1847
- Loxokalypodidae Emschermann, 1972
- Loxosomatidae Hincks, 1880

W 1952 roku nazwa Pedicellinida została wprowadzona przez Caesara Boettgera na określenie pojedynczego rzędu kielichowatych. Współcześnie najczęściej stosowaną klasyfikacją na rangi rzędowe jest ta wprowadzona w 1972 roku przez Petera Emschermanna. Według niej Loxosomatidae należą do monotypowego rzędu Solitaria, zaś pozostałe trzy rodziny do rzędu Coloniales. W jego obrębie Barentsiidae i Pedicellinidae łączy się w podrząd Stolonata, a Loxokalypodidae klasyfikuje w monotypowym podrzędzie Astolonata. Zasadność takiej klasyfikacji potwierdzają wyniki molekularnej analizy filogenetycznej opublikowane w 2010 roku przez Judith Fuchs i innych, przy czym nieuwzględniono w nich rodziny Loxokalypodidae. Autorzy powątpiewający w naturalność podziału kielichowatych na Solitaria i Coloniales rezygnują zupełnie z podziału na rzędy lub umieszczają każdą rodzinę w monotypowym rzędzie:
- Barentsiida (Urnatellida)
- Loxokalypodia
- Loxosomatidia
- Pedicellinida (Pedicellida)

### Zapis kopalny
Ze względu na miękkie i drobne ciała skamieniałości kielichowatych są odnajdywane bardzo rzadko. Początkowo za najstarsze szczątki kielichowatych uznano odnalezionego w łupkach z Burgess i opisanego w 1977 roku przez Simona Conwaya Morrisa Dinomischus. Żył on w kambrze, około 505 milionów lat temu. Miał ciało podzielone na kielich z okółkiem i trzonek. Jednak w 1992 roku J.A. Todd i P.D. Taylor uznali, że Dinomischus nie należał do kielichowatych, z uwagi na sztywne i niezaokrąglone czułki.
Za najstarszych poznanych niewątpliwych przedstawicieli kielichowatych uważa się skamieniałości Barentsia z jury późnej opisane w 1992 roku. Przypominały one współczesnego Barentsia matsushimana i żyły kolonijnie na muszlach Deltoideum.
W 1999 roku po raz pierwszy opisano Cotyledion tylodes z kambru wczesnego. W 2013 roku Zhang i inni uznali go za przedstawiciela bazalnych kielichowatych. Odkrycie to umieszczałoby początki kielichowatych w eksplozji kambryjskiej. Zwierzę to osiągało znacznie większe rozmiary niż współczesne kielichowate (od 8 do 56 mm) i uzbrojone było sklerytami. Jego klasyfikacja jako kielichowatego została jeszcze w 2013 roku zakwestionowana przez Marka McMenamina, który na podstawie budowy sklerytów zaliczył je do bazalnych szkarłupni.